# 奧爾尼 (密蘇里州)
奧爾尼（英語：Olney）是位於美國密蘇里州林肯縣的非建制地區。

## 歷史
奧爾尼的郵局自1876年營運至今。

## 地理
奧爾尼所處的海拔為高於海平面217米（即712英呎），而該地所採用的時區為UTC-6，即北美中部時區（CST）。同時該地設有夏令時間，為UTC-6調快一小時，即UTC-5（CDT）。